# Cupania macropoda
Cupania macropoda är en kinesträdsväxtart som beskrevs av Standley. Cupania macropoda ingår i släktet Cupania och familjen kinesträdsväxter. Inga underarter finns listade i Catalogue of Life.